# Filippo Sforza Cesarini, IV principe di Genzano
Filippo I Sforza Cesarini, IV principe di Genzano, XXI conte di Santa Fiora (Roma, 22 luglio 1727 – Santa Fiora, 6 dicembre 1764), è stato un principe italiano.

## Biografia
Nato a Roma il 22 luglio 1727, Filippo era il figlio primogenito di Sforza Giuseppe I Sforza Cesarini, III principe di Genzano e XIX conte di Santa Fiora, e di sua moglie, Maria Francesca Giustiniani dei principi di Bassano.
Già prima di ereditare i titoli di suo padre, nel 1736 venne creato gentiluomo di camera del re di Napoli, dimostrando il profondo legame della sua famiglia con la corte spagnola e nel 1739 aveva ottenuto dal medesimo sovrano a Napoli il collare dell'ordine di San Gennaro. Alla morte del genitore nel 1744, venne chiamato a succedergli come principe di Genzano e conte di Santa Fiora e nel 1760 ereditò la carica ereditaria di Gonfaloniere del Popolo e del Senato Romano all'estinzione della famiglia Pamphili, dopo la morte del principe Girolamo.
Essendogli morto prematuramente l'unico figlio, e per impedire che la casata si estinguesse, chiese al fratello Gaetano di abbandonare la carriera ecclesiastica per divenire suo erede. Alla morte prematura di Filippo nel 1764 mentre si trovava nel suo feudo di Santa Fiora, quindi, Gaetano divenne V principe di Genzano.

## Matrimonio e figli
Filippo sposò a Roma il 4 maggio 1749 la principessa Anna Maria Colonna Barberini (1730-1799), figlia di Giulio Cesare Colonna di Sciarra, V principe di Carbognano e di sua moglie, Cornelia Costanza Barberini, principessa di Palestrina. Da questo matrimonio nacque un solo figlio:
- Sforza Giuseppe Michelangelo (24 settembre 1750-12 aprile 1752)[1]

La sua vedova si fece monaca clarissa in S. Restituta a Narni come suor Costante Maria Teresa nel febbraio 1774.

## Albero genealogico
|                                                          |                                                     |                                                      | Genitori                                 |  |  | Nonni |  |  | Bisnonni                                              |  |  | Trisnonni                  |  |
|                                                          |                                                     |                                                      |                                          |  |  |       |  |  | Federico Sforza di Santa Fiora, I principe di Genzano |  |  | Paolo II Sforza di Proceno |  |
|                                                          |                                                     |                                                      |                                          |  |  |       |  |  | Federico Sforza di Santa Fiora, I principe di Genzano |  |  | Paolo II Sforza di Proceno |  |
|                                                          |                                                     | Olimpia Cesi                                         |                                          |  |  |       |  |  | Federico Sforza di Santa Fiora, I principe di Genzano |  |  |                            |  |
| Gaetano I Sforza Cesarini, II principe di Genzano        |                                                     |                                                      |                                          |  |  |       |  |  | Federico Sforza di Santa Fiora, I principe di Genzano |  |  |                            |  |
|                                                          |                                                     | Livia Cesarini                                       | Giuliano III Cesarini                    |  |  |       |  |  |                                                       |  |  |                            |  |
|                                                          |                                                     | Livia Cesarini                                       | Giuliano III Cesarini                    |  |  |       |  |  |                                                       |  |  |                            |  |
|                                                          |                                                     | Livia Cesarini                                       | Margherita Savelli                       |  |  |       |  |  |                                                       |  |  |                            |  |
| Sforza Giuseppe Sforza Cesarini, III principe di Genzano |                                                     | Livia Cesarini                                       |                                          |  |  |       |  |  |                                                       |  |  |                            |  |
|                                                          |                                                     | Giuseppe Lotario Conti, VI duca di Poli e Guadagnolo | Carlo Conti, V duca di Poli e Guadagnolo |  |  |       |  |  |                                                       |  |  |                            |  |
|                                                          |                                                     | Giuseppe Lotario Conti, VI duca di Poli e Guadagnolo | Carlo Conti, V duca di Poli e Guadagnolo |  |  |       |  |  |                                                       |  |  |                            |  |
|                                                          |                                                     | Giuseppe Lotario Conti, VI duca di Poli e Guadagnolo | Isabella Muti                            |  |  |       |  |  |                                                       |  |  |                            |  |
| Vittoria Conti                                           |                                                     | Giuseppe Lotario Conti, VI duca di Poli e Guadagnolo |                                          |  |  |       |  |  |                                                       |  |  |                            |  |
|                                                          |                                                     | Lucrezia Colonna di Paliano                          | Marcantonio V Colonna di Paliano         |  |  |       |  |  |                                                       |  |  |                            |  |
|                                                          |                                                     | Lucrezia Colonna di Paliano                          | Marcantonio V Colonna di Paliano         |  |  |       |  |  |                                                       |  |  |                            |  |
|                                                          |                                                     | Lucrezia Colonna di Paliano                          | Isabella Gioeni                          |  |  |       |  |  |                                                       |  |  |                            |  |
| Filippo Sforza Cesarini IV principe di Genzano           |                                                     | Lucrezia Colonna di Paliano                          |                                          |  |  |       |  |  |                                                       |  |  |                            |  |
|                                                          | Carlo Benedetto Giustiniani, II principe di Bassano | Andrea Giustiniani, I principe di Bassano            |                                          |  |  |       |  |  |                                                       |  |  |                            |  |
|                                                          | Carlo Benedetto Giustiniani, II principe di Bassano | Andrea Giustiniani, I principe di Bassano            |                                          |  |  |       |  |  |                                                       |  |  |                            |  |
|                                                          | Carlo Benedetto Giustiniani, II principe di Bassano | Anna Maria Flaminia Pamphili                         |                                          |  |  |       |  |  |                                                       |  |  |                            |  |
| Vincenzo Giustiniani, III principe di Bassano            | Carlo Benedetto Giustiniani, II principe di Bassano |                                                      |                                          |  |  |       |  |  |                                                       |  |  |                            |  |
|                                                          |                                                     | Caterina Gonzaga                                     | Alfonso II Gonzaga                       |  |  |       |  |  |                                                       |  |  |                            |  |
|                                                          |                                                     | Caterina Gonzaga                                     | Alfonso II Gonzaga                       |  |  |       |  |  |                                                       |  |  |                            |  |
|                                                          |                                                     | Caterina Gonzaga                                     | Ricciarda Cybo Malaspina                 |  |  |       |  |  |                                                       |  |  |                            |  |
| Maria Francesca Giustiniani                              |                                                     | Caterina Gonzaga                                     |                                          |  |  |       |  |  |                                                       |  |  |                            |  |
|                                                          |                                                     | Gregorio Boncompagni, V duca di Sora                 | Ugo Boncompagni, IV duca di Sora         |  |  |       |  |  |                                                       |  |  |                            |  |
|                                                          |                                                     | Gregorio Boncompagni, V duca di Sora                 | Ugo Boncompagni, IV duca di Sora         |  |  |       |  |  |                                                       |  |  |                            |  |
|                                                          |                                                     | Gregorio Boncompagni, V duca di Sora                 | Maria Ruffo                              |  |  |       |  |  |                                                       |  |  |                            |  |
| Costanza Boncompagni                                     |                                                     | Gregorio Boncompagni, V duca di Sora                 |                                          |  |  |       |  |  |                                                       |  |  |                            |  |
|                                                          |                                                     | Ippolita Ludovisi, principessa di Piombino           | Niccolò I Ludovisi, principe di Piombino |  |  |       |  |  |                                                       |  |  |                            |  |
|                                                          |                                                     | Ippolita Ludovisi, principessa di Piombino           | Niccolò I Ludovisi, principe di Piombino |  |  |       |  |  |                                                       |  |  |                            |  |
|                                                          |                                                     | Ippolita Ludovisi, principessa di Piombino           | Costanza Pamphili di San Martino         |  |  |       |  |  |                                                       |  |  |                            |  |
|                                                          |                                                     | Ippolita Ludovisi, principessa di Piombino           |                                          |  |  |       |  |  |                                                       |  |  |                            |  |